# Égliseneuve-des-Liards
Égliseneuve-des-Liards – miejscowość i gmina we Francji, w regionie Owernia-Rodan-Alpy, w departamencie Puy-de-Dôme.
Według danych na rok 1990 gminę zamieszkiwało 125 osób, a gęstość zaludnienia wynosiła 15 osób/km² (wśród 1310 gmin Owernii Egliseneuve-des-Liards plasuje się na 719. miejscu pod względem liczby ludności, natomiast pod względem powierzchni na miejscu 877.).